# Aeroportul Municipal Delta
Aeroportul Municipal Delta (IATA: DTA, ICAO: KDTA, FAA LID: DTA) este un aeroport din Utah, Statele Unite ale Americii ce deservește zona Delta⁠(d). A fost numit după zona deservită.
Situat la o altitudine de 1.451 m, aeroportul dispune de 1 pistă.

## Infrastructură

### Piste
Aeroportul dispune de o singură pistă. Pista 17/35 are suprafața de asfalt și dimensiunile 5.502 picioare × 75 picioare. 